# Malbork
Malbork (njem.: Marienburg, lit.: Marienburgas, lat.: Mariaeburgum, Mariae castrum i Marianopolis) je grad u sjevernoj Poljskoj pokrajini Żuławy u delti rijeke Visle (Pomeransko vojvodstvo), i glavni grad povjata Malbork.

## Povijest
Grad je nastao oko pruskog srednjovjekovnog dvorca Ordensburg Marienburg (danas Malborški dvorac) koji su osnovali teutonski vitezovi 1274. godine na obalama rijeke Nogat kilometara od mora do kojega je imala olakšan pristup. I dvorac i grad su ime dobili po zaštitnici grada, Blaženoj Djevici Mariji. Utvrđeni dvorac je postao sjedište teutonskog reda i najveća gotička utvrda u Europi. Teutonski vitezovi su naplaćivali cestarinu na riječnom preometu i uveli su monopol na trgovinu jantarom. Kasnije je postao članicom Hanzeatske lige trgovačkih gradova i više sabora ovog udruženja je održano u dvorcu. 
Tijekom Trinaestogodišnjeg rata teutonski vitezovi su dvorac prepustili carskim vojnicima iz Češke koji su ga 1457. godine prodali poljskom kralju Kazimiru IV. Nakon što su Prusi pružili trogodišnji otpor Poljacima grad je ipak pao i vođa otpora, Bartholomäus Blume, je obješen i raščetvoren, a 14 njegovih časnika je bačeno u tamnicu gdje su preminuli Blumeu je podignut spomenik 1864. godine kada su Malborkom ponovno vladali Prusi.
Nakon Drugog mirovnog ugovora u Thornu (1466.) Malbork je pripao Kraljevini Pruskoj, a anektiran je nakon Prve podjele Poljske 1772. godine. Marienburg je postao dijelom Njemačkog Carstva 1871. godine, a Versjaskim ugovorom je dato stanovnicima grada da se na referendumu odluče hoće li biti dijelom istočne Pruske ili Druge Poljske republike. Nakon što su glasali 11. srpnja 1820., građani su dali 9.641 glasova za Prusku, a samo 165 za Poljsku.
Velika ekonomska kriza je snažno uzdrmala Istočnu Prusku koja se teško oporavljala od Prvog svjetskog rata. Kada su Nacisti došli na vlast 1933. godine počeli su progoniti Židove, a nakon Invazije na Poljsku 1939. godine i poljsku manjinu u gradu.
Tijekom Drugog svjetskog rata u blizini grada je podignuta zračna luka i tvornica zrakoplova koju su Saveznici bombardirali dva puta, 1943. i 1944. godine. Pred kraj rata grad je proglašen Festungom (nacističkim gradom-utvrdom) i većina stanovnika, osim njih 4.000, je pobjeglo iz grada. Bitka za grad je potrajala od početka 1945. do 9. ožujka kada je Crvena armija osvojila grad. Grad je predala poljskim vlastima u travnju 1945. godine, a u međuvremenu je lokalno stanovništvo nestalo od kojih se za 1.840 stanovnika ništa nije znalo. Tek je 1996. godine pronađeno 176 tijela u masovnoj grobnici, nakon čega je otkrivena još jedna 2005. godine s 123 tijela, te ogromna masovna grobnica 2008. godine s ostacima 2.116 tijela. Nakon forinzačarske analize tijela su pokopana na Njemačkom ratnom groblju Stare Czarnowo. Istragom je utvrđeno je da su bili pokopani nagi i bez zubnih plombi, no kako je samo nekoliko tijela imalo puščane rane, zaključeno je kako nema osnova za pokretanje istrage o ratnom zločinu 1. listopada 2010. godine.
Nakon rata grad su naselili Poljaci, većinom oni protjerani iz poljskih područja koje je anektirao SSSR. Populacija je konstantno rasla, te je 1946. grad imao 10 017 stanovnika, 1965. – 28 292, 1994. – 40 347, a 2004. – 38 950 stanovnika. 
Stari grad nije obnovljen, a njegova opeka je rabljena u obnovi srednjovjekovnih središta Varšave i Gdanjska. Tako je jedina srednjovjekovna građevina u gradu crkva sv. Ivana, a na mjestu starog grada je podignuto stambeno naselje 1960.-ih.

## Znamenitosti
Utvrda u Malborku ili Dvorac Marineburg ("Marijin dvorac") je klasični primjer srednjovjekovne utvrde koji se gradio preko 230 godina, a po završetku izgradnje, 1406. godine, bio je najveći gotički dvorac u Europi, te najveći dvorac od opeke i dan danas. Dvorac zapravo čine tri dvorca jedan u drugome, a tijekom Drugog svjetskog rata više od 50% dvorca je bilo uništeno. Dvorac je obnovljen u godinama nakon rata, osim katedrale koja se još uvijek obnavlja. Danas se u dvorcu nalazi Muzej dvorca s izlošcima o povijesti dvorca i grada Malbroka.

## Slavni stanovnici
| - Bartholomäus Blume (+1460.), gradonačelnik Marienburga - Stibor de Poniec, Starješina Malborka 1460. - Achatius Cureus (1531. – 1594.) književnik i pjesnik - Wilhelm von Schulte (1821. – 1894.), povjesničar i kartograf - Adalbert Krüger (1832. – 1896.), astronom - Bernhard Stadié (1833-1895.) župnik i povjesničar - Carl Legien (1861. – 1920.), političar - Bruno Kurowski (1879. – 1944.), odvjetnik i političar - Phil Rosen (188.8–1951.), filmski redatelj - Erich Kamke (1890. – 1961.), matematičar | - Erich Abraham (1895. – 1971.), general - Heinz Galinski (1912. – 1992.), predsjednik Njemačkog vijeća Židova - Alfred Struwe (1927. – 1998.), glumac - Hartmut Boockmann (1934. – 1998.), povjesničar - Wolfgang Barthels (1940.- ), nogometaš - Grzegorz Lato (1950. -), bivši napadač poljske nogometne reprezentacije - Stanisław Taczak (1874. – 1960.), general - Izabela Bełcik (1980. -), odbojkaš - Rafał Murawski (1981. -), nogometaš |

## Gradovi prijatelji
Malbork ima ugovore o partnerstvu sa sljedećim gradovima:
- Larvik, Norveška
- Margny-lès-Compiègne, Francuska
- Nordhorn i Monheim am Rhein, Njemačka
- Sölvesborg, Švedska
- Trajkai, Litva

## Vanjske poveznice
- Malbork portal  Arhivirana inačica izvorne stranice od 21. srpnja 2011. (Wayback Machine) (polj.)
- Muzej dvorca Malbrok  Arhivirana inačica izvorne stranice od 13. svibnja 2006. (Wayback Machine) (engl.)
- Virtualni obilazak dvorca Malbrok  Arhivirana inačica izvorne stranice od 25. kolovoza 2010. (Wayback Machine)
- Fotografije  Arhivirana inačica izvorne stranice od 19. srpnja 2009. (Wayback Machine)

### Ostali projekti
|  | Zajednički poslužitelj ima stranicu o temi Malbork |